# 쇼모지주

쇼모지 주의 위치

쇼모지주(헝가리어: Somogy megye)는 헝가리 남서부에 위치한 주로 주도는 커포슈바르이며 면적은 6,036km2, 인구는 325,024명, 인구 밀도는 54명/km2이다. 1개 도시주(커포슈바르)와 8개 구(버르치구, 추르고구, 포뇨드구, 커포슈바르구, 머르철리구, 너저타드구, 시오포크구, 터브구), 15개 시, 229개 마을을 관할한다.
벌러톤호 남안과 접하고 있고 남쪽으로는 크로아티아와 국경을 접한다. 서쪽과 북서쪽으로는 절러 주, 북쪽으로는 베스프렘 주, 북동쪽으로는 페예르 주, 동쪽으로는 톨너 주, 남동쪽으로는 버러녀 주와 접한다.

주기
주 문장